# Décès en septembre 1955
Décès
- 1951
- 1952
- 1953
- 1954
- 1955
- 1956
- 1957
- 1958
- 1959

Pour une information complémentaire, voir la page d'aide.

| Date         | Nom            | Pays                   | Activités         | Âge | Source |
| ------------ | -------------- | ---------------------- | ----------------- | --- | ------ |
| 11 septembre | Bernard Gorcey | Drapeau des États-Unis | Acteur américain. | 69  |        |